# Geländeritt

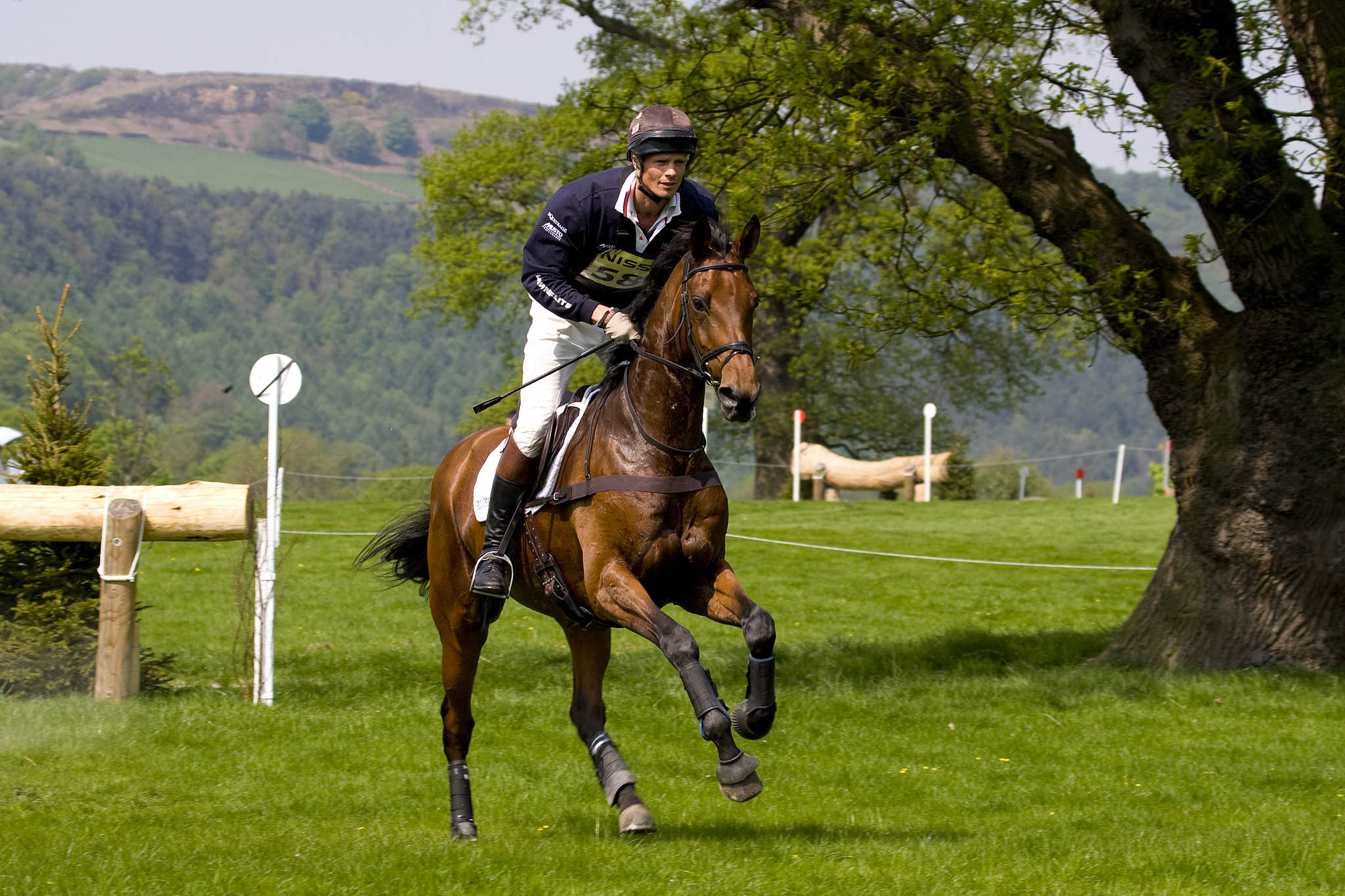
Reiter und Pferd beim Geländeritt (William Fox-Pitt mit Seacookie)

Der Geländeritt ist eine von drei Teilprüfungen beim Vielseitigkeitsreiten (früher als Military bekannt). Er setzt sich zusammen aus dem Ritt auf befestigten Wegen sowie Querfeldein, wobei natürliche und künstliche Hindernisse vorhanden sein können. Das Überwinden der Hindernisse sowie die dafür benötigte Zeit gehen in die Wertung ein.

## Allgemeines
Anfang der 2000er Jahre wurde der Ablauf des Geländeritts deutlich verändert. Bei den Kurzprüfungen entfiel eine Wegstrecke. Bei Langprüfungen entfiel ebenfalls eine Wegestrecke und die Rennbahn mit Rennbahnhindernissen. Damit wurde auf die Belastbarkeit der Pferde und Reiter Rücksicht genommen, was auch zu mehr Sicherheit führte. Die Olympischen Spiele 2004 in Athen wurden nach diesem Modus ausgetragen und waren wegweisend für die Entwicklung der Vielseitigkeit.
Aufgrund schwerer Unfälle bei Geländeprüfungen richtete die FEI nach Kritik im Jahr 2007 eine Arbeitsgruppe zur Sicherheit in der Vielseitigkeit ein. In Deutschland entstand aus einer Gruppe von forschenden Medizinern und Ingenieuren die Hamburger AG Reitsicherheit.
Zudem existiert ein Qualifikationsverfahren für Vielseitigkeitsprüfungen, das nur ausreichend erfahrenen Reitern den Start bei schweren Prüfungen ermöglichen soll.

## Sicherheit

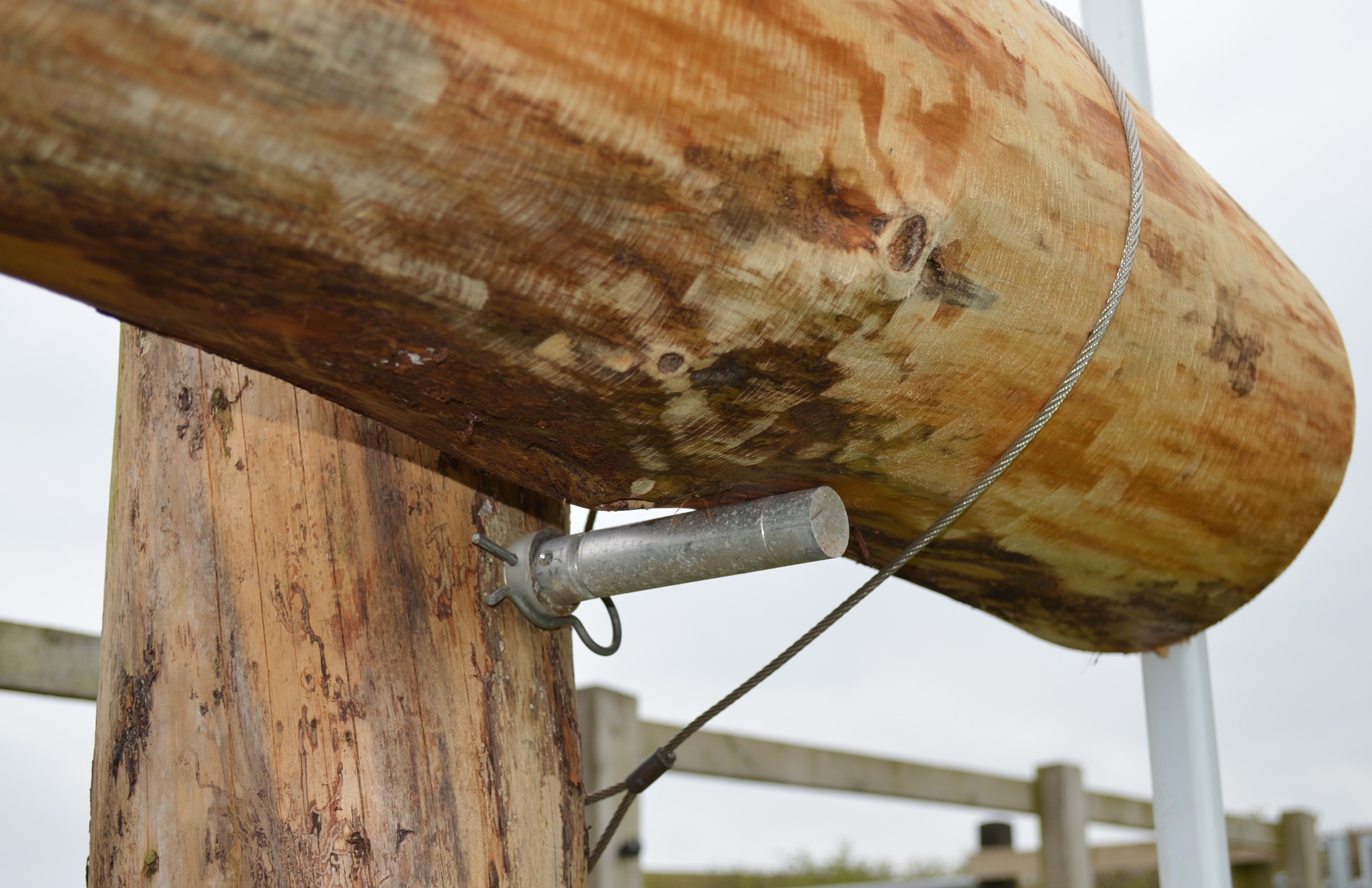
Abwerfbares Geländehindernis (frangible pin), bei hohem Druck auf den Baumstamm wird der Sicherheitsmechanismus ausgelöst.

Aufgrund von wiederholten schweren Unfällen und sogar Todesfällen von Reitern und Pferden steht die Sportart, insbesondere die Geländestrecke, häufig in der Kritik. Insbesondere die sogenannten Rotationsstürze (meist englisch als „rotational falls“ bezeichnet) sind gefährlich. An massiven Geländehindernissen ohne Bürsten werden vermehrt abwerfbare Teile installiert. Mithilfe von Sollbruchstellen kann die Sturzgefahr an diesen Hindernissen minimiert werden. Die jeweiligen Sportverbände sind seit Jahren bemüht, die Sicherheit der Athleten und der Tiere zu erhöhen. Die FEI rief 2007 eine Arbeitsgruppe zur Sicherheit in der Vielseitigkeit ins Leben. Zudem existiert ein Qualifikationsverfahren für Vielseitigkeitsprüfungen, das nur ausreichend erfahrenen Reitern den Start bei schweren Prüfungen ermöglichen soll. Die Deutsche Reiterliche Vereinigung FN hat in ihrer LPO (Leistungsprüfungsordnung) in der Fassung von 2013 erstmals die Anwesenheit eines in der Versorgung schwerer Verletzungen erfahrenen Arztes bei Geländeprüfungen verpflichtend gemacht.
Zu den Olympischen Spielen 2004 wurde die Disziplin deutlich entschärft und wurden die Geländestrecken verkürzt, um eine Erhöhung der Sicherheit zu erreichen.

## Distanz
Die Distanz des Geländeritts als zweite Prüfung des Vielseitigkeitsreitens wurde in den 2000er Jahren meist auf unter zehn Kilometer vereinbart. So wurde zum Beispiel bei den Olympischen Sommerspielen 2008 im subtropischen Hongkong der Geländeritt auf nur 4.670 Meter festgelegt. Mit Stand des FEI-Regelwerks 2019 beträgt die maximale Länge des Geländekurses 6.840 Meter. In Verbindung mit den vorgeschriebenen Geschwindigkeiten beträgt die Idealzeit der Ritte zwischen mindestens vier Minuten in internationalen Einstiegsprüfungen bis hin zu 12 Minuten auf höchstem Turnierniveau.

## Hindernisse
Die Hindernis-Anforderungen in internationalen Prüfungen sind wie folgt.
| Klasse      | Höhe fester Teil (mit Bürste) | Weite an der Oberseite (Basis) | Weitsprünge | Tiefsprünge |
| ----------- | ----------------------------- | ------------------------------ | ----------- | ----------- |
| CCI 1*      | 1,05 m (1,25 m)               | 1,20 m (1,80 m)                | 2,40 m      | 1,40 m      |
| CCI 2*-S/-L | 1,10 m (1,30 m)               | 1,40 m (2,10 m)                | 2,80 m      | 1,60 m      |
| CCI 3*-S/-L | 1,15 m (1,35 m)               | 1,60 m (2,40 m)                | 3,20 m      | 1,80 m      |
| CCI 4*-S/-L | 1,20 m (1,40 m)               | 1,80 m (2,70 m)                | 3,60 m      | 2,00 m      |
| CCI 5*-L    | 1,20 m (1,45 m)               | 2,00 m (3,00 m)                | 4,00 m      | 2,00 m      |

Geschwindigkeit (in Metern pro Minute), Länge der Geländestrecke und Anzahl der Hindernisse in CCI-Langprüfungen:
| Klasse               | Geschwindigkeit | Länge         | Anzahl der Hindernisse |
| -------------------- | --------------- | ------------- | ---------------------- |
| CCI 2*-L             | 520 m/min       | 3.640–4.680 m | 25 bis 30              |
| CCI 3*-L             | 550 m/min       | 4.400–5.500 m | 30 bis 35              |
| CCI 4*-L             | 570 m/min       | 5.700–6.270 m | 35 bis 40              |
| Olympische Spiele/WM | 570 m/min       | 5.600–5.800 m | 38 bis 42              |
| CCI 5*-L             | 570 m/min       | 6.270–6.840 m | 40 bis 45              |

Geschwindigkeit (in Metern pro Minute), Länge der Geländestrecke und Anzahl der Hindernisse in CCI-Einstiegsprüfung und CCI-Kurzprüfungen:
| Klasse       | Geschwindigkeit | Länge         | Anzahl der Hindernis |
| ------------ | --------------- | ------------- | -------------------- |
| CCI 1*-Intro | 500 m/min       | 2.000–3.000 m | 20 bis 25            |
| CCI 2*-S     | 520 m/min       | 2.600–3.120 m | 25 bis 30            |
| CCI 3*-S     | 550 m/min       | 3.025–3.575 m | 27 bis 32            |
| CCI 4*-S     | 570 m/min       | 3.420–3.990 m | 30 bis 35            |